# المجفلية (رماح)
مركز المجفلية هو مركزٌ إداري تابعٌ لمحافظة رماح في منطقة الرياض ، وتصنف من فئة (ب) ورمزها 1410.